# جمتك
جمتك هي بلدة في مقاطعة ده نو في ولاية صرخنداريا في أوزبكستان.